# ウィルソン (1944年の映画)
『ウィルソン』（Wilson）は、ヘンリー・キング監督による1944年のアメリカ合衆国の映画で、第28代アメリカ合衆国大統領ウッドロウ・ウィルソンを描いた伝記映画である。
日本では劇場未公開で、WOWOWでテレビ放送された。

## キャスト
- ウッドロウ・ウィルソン - アレクサンダー・ノックス
- ヘンリー・ホームズ教授 - チャールズ・コバーン
- イーディス・ウィルソン - ジェラルディン・フィッツジェラルド
- ウィリアム・ギブス・マカドゥ - ヴィンセント・プライス
- エレン・ウィルソン - ルース・ネルソン
- ヘンリー・カボット - セドリック・ハードウィック
- ジョセフ・タマルティ - トーマス・ミッチェル
- - ウィリアム・イース
- - メアリー・アンダーソン
- - ルース・フォード
- - シドニー・ブラックマー

## 映画賞受賞・ノミネート
| 映画賞               | 部門                 | 候補者                                                    | 結果       |
| -------------------- | -------------------- | --------------------------------------------------------- | ---------- |
| アカデミー賞         | 作品賞               |                                                           | ノミネート |
| アカデミー賞         | 主演男優賞           | アレクサンダー・ノックス                                  | ノミネート |
| アカデミー賞         | 監督賞               | ヘンリー・キング                                          | ノミネート |
| アカデミー賞         | 脚本賞               | ラマー・トロッティ                                        | 受賞       |
| アカデミー賞         | 撮影賞（カラー）     | レオン・シャムロイ                                        | 受賞       |
| アカデミー賞         | 劇映画音楽賞         | アルフレッド・ニューマン                                  | ノミネート |
| アカデミー賞         | 室内装置賞（カラー） | ウィアード・イーネン、トーマス・リトル                    | 受賞       |
| アカデミー賞         | 特殊効果賞           | フレッド・サーセン、ロジャー・ヒーマン                    | ノミネート |
| アカデミー賞         | 編集賞               | バーバラ・マクリーン                                      | 受賞       |
| アカデミー賞         | 録音賞               | E・H・ハンセン （20世紀フォックス・スタジオ・サウンド部） | 受賞       |
| ゴールデングローブ賞 | 男優賞               | アレクサンダー・ノックス                                  | 受賞       |